# Hedyotis fruticulosa
Hedyotis fruticulosa är en måreväxtart som först beskrevs av Georg Ludwig August Volkens, och fick sitt nu gällande namn av Elmer Drew Merrill. Hedyotis fruticulosa ingår i släktet Hedyotis och familjen måreväxter.

## Underarter
Arten delas in i följande underarter:
- H. f. atroglomerata
- H. f. fruticulosa
- H. f. yapensis